# Nystalea striata
Nystalea striata är en fjärilsart som beskrevs av William Schaus 1910. Nystalea striata ingår i släktet Nystalea och familjen tandspinnare. Inga underarter finns listade i Catalogue of Life.